# Tipula morrisoni
Tipula morrisoni — вид двокрилих, який був описаний Александером в 1915 році. Належить до родини Tipulidae .
Один з понад сотні видів роду, що трапляються в США та Канаді. Личинка описана.